# Ryszard Wolbach
Ryszard Grzegorz Wolbach (ur. 2 marca 1954) – polski wokalista rockowy, autor tekstów, kompozytor, gitarzysta.

## Życiorys
Absolwent Akademii Wychowania Fizycznego w Gdańsku, w przeszłości czynnie uprawiał lekkoatletykę – skok w dal.
Był jednym z założycieli zespołu Babsztyl, po jego reaktywacji ponownie został jego członkiem.
Laureat Festiwalu Polskiej Piosenki w Opolu. Ośmiokrotne występował na Pikniku Country w Mrągowie. Z zespołem Harlem związany był od 1993 do końca 2008 roku. Jak podaje komunikat na oficjalnej stronie zespołu Harlem – od początku 2009 roku zaprzestał w nim działalności. Po odejściu od Harlemu postanowił rozpocząć solową karierę. 
Od 2012 roku realizuje wraz z Agencją IDO projekt „Kolory Nadziei”, w ramach którego powstała pierwsza solowa płyta artysty pod tytułem „Wielki Dzień”. Odpowiada on w nim za kompozycje, teksty, wyraz artystyczny, stylistykę oraz produkcję muzyczną (wraz z Ryśkiem Szmitem), wokal i gitarę akustyczną. Towarzyszą mu na tej płycie: Piotr Banaszek (klawisze i sytuacje samplowe), Piotr Szymański (gitara), Maciek Magnuski (gitara basowa), Zbyszek „Cizio” Chrzanowski (bębny). W jednej z piosenek zaśpiewała Beata Bednarz. Partie dud to dzieło Hevii, który wniósł w jednym z utworów ciepło asturyjskiego słońca. Pojawia się na niej również Michał Jelonek (skrzypce) oraz tacy muzycy jak: Bartek Krauz (akordeon), Marcin Rumiński (Tin whistle), Grzegorz Piotrowski (saxofony), Wiesiu Sałata (bas) i Marek Kisieliński (git. akustyczna). Chórki zaśpiewali: Ola Chudek oraz Piotr Tazbir.
Ryszard Wolbach jest również współproducentem widowiska muzyczno-tanecznego „Kolory Nadziei” oraz wraz z Barbarą Szafraniec prowadzi warsztaty motywacyjne. Projekt ma zwrócić uwagę na możliwości ukryte w każdym człowieku, zachęcić do samorealizacji oraz uwolnić pokłady dobrej energii w celu osiągnięcia szczęścia.

## Życie prywatne
Ryszard Wolbach był żonaty, ma dwoje dzieci. Obecnie mieszka w Płocku.